# Ice Hockey (videogioco 1988)
Ice Hockey (アイスホッケー?) è un videogioco sportivo di hockey su ghiaccio pubblicato nel 1988 da Nintendo per Nintendo Entertainment System e in Giappone per Famicom Disk System.
Il gioco è stato distribuito per Wii e Wii U tramite Virtual Console. Il titolo è incluso nel catalogo dei giochi NES del servizio Nintendo Switch Online.

## Modalità di gioco
In Ice Hockey è possibile scegliere il tipo di personaggio per ognuno dei quattro componenti della squadra di hockey. Sono presenti cinque diverse velocità di gioco ed è possibile impostare tempi da 7, 10 o 15 minuti.